# Бой быков

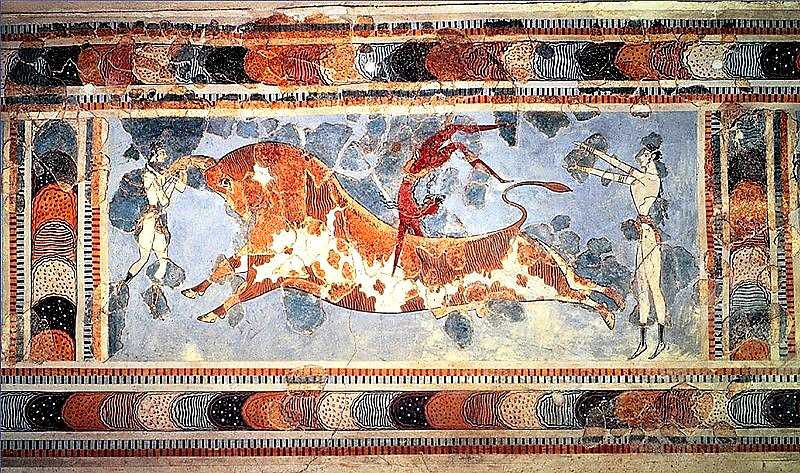
Игры с быком (роспись дворца в Кноссе)

Бой быко́в, или таврома́хия (от греч. ταῦρος «бык» + μάχεσθαι  «бороться»), — состязание человека с быком (иногда в это понятие может включаться бой между быками или травля быка). Бой быков практикуется лишь в нескольких странах, наиболее известна его испанская разновидность — коррида. Подвергается резкой критике, в частности со стороны защитников прав животных, а также со стороны деятелей церкви (как опасное для человека представление). Запрещена на территории Каталонии с 2012 года.
Борьба с быком считалась одним из деяний Митры (бога-спасителя в митраизме).

## Формы современной тавромахии
- Испанская пешая коррида, также новильяда и комическая коррида
- Конная коррида
- Португальская торада
- Энсьерро
- «Рекорте» (исп. recorte) — демонстрация приёмов, иногда акробатических, непрофессионалами без оружия (отдалённо напоминает древние состязания с быком на Крите, однако отличается рядом ключевых приёмов из-за разницы в размерах критских и испанских быков).
- «Огненные быки» (toros de fuego) — к быку, сейчас обычно муляжу, прикрепляются фейерверки и петарды, и он преследует празднующих.
- В Камарге (Франция) после забега быков (энсьерро) проводятся конкурсы raseteurs (аналогичные испанским «рекорте»), в которых raseteurs, не причиняя травм самому животному, стараются сорвать с его рогов кокарды и ленточки специальным инструментом. Чем дольше они находятся на рогах быка, тем больше их стоимость.
- Другая разновидность французской тавромахии — course landaise с коровами, где одни участники придерживают корову, а другие перепрыгивают через неё (правила разнятся в зависимости от местности).
- В Эль-Фуджайре (ОАЭ) практикуются бои между быками.
- В Тамилнаде (Индия) существует Джалликатту, усмирение быка вручную без его убийства.